# Rattlesnake Island (ö i Australien)
Rattlesnake Island är en ö i Australien. Den ligger i delstaten Queensland, omkring 1 100 kilometer nordväst om delstatshuvudstaden Brisbane. Arean är 1,7 kvadratkilometer. Den sträcker sig 1,4 kilometer i nord-sydlig riktning, och 2,5 kilometer i öst-västlig riktning.
Savannklimat råder i trakten. Genomsnittlig årsnederbörd är 1 076 millimeter. Den regnigaste månaden är mars, med i genomsnitt 273 mm nederbörd, och den torraste är september, med 4 mm nederbörd.